# Langage AB
 (août 2010).
Si vous disposez d'ouvrages ou d'articles de référence ou si vous connaissez des sites web de qualité traitant du thème abordé ici, merci de compléter l'article en donnant les références utiles à sa vérifiabilité et en les liant à la section « Notes et références ».
Le langage AB (AB language) est l’appellation d’un dialecte primitif du moyen anglais, utilisé par exemple dans la règle monastique Ancrene Wisse et le groupe de textes du XIIIe siècle dit « Katherine Group (en) ».
Son nom vient des manuscrits « A » et « B » du texte, Bodley 34 et Corpus Christi 402. Il a été défini par le philologue et écrivain J. R. R. Tolkien, qui a montré que les dialectes des deux manuscrits était très conventionnés, évoquant « une langue “standard” basée sur celle utilisée dans les Midlands de l’Ouest durant le XIIIe siècle. »